# Lena Wärnlöf
Anna Lena Wärnlöf (født 23. marts 1942 i Gøteborg, død 26. december 2019) var en svensk maler og tegner.
Hun er datter af forfatteren Anna Lindring Appelquist og Gustaf Wärnlöf, samt niece til journalist Herbert Wärnlöf. Hun studerede kunst på Kungliga Akademien för de fria konsterna i Stockholm fra 1962 til 1967 og ved selvstudier under rejser til Paris, Sankt Petersborg og Svolvær i Norge. Hun blev tildelt et stipendium fra Helge Axelsson Johnson-stiftelsen i 1965. Hun har deltaget i et antal udstillinger, bl.a. i Norrtälje, Karlskrona og Stockholm i Sverige. Sammen med kunstneren Barbro Banck udstillede hun ud på Galleri Maxim i Stockholm i 1966. Hendes kunst består af figurer, portrætter, stilleben og landskabsmalerier udført i olie, gouache, pastel samt arbejde udført i emalje og mosaik.